# Mozart: Esz-dúr szerenád
Wolfgang Amadeus Mozart Esz-dúr szerenád nyolc fúvós hangszerre c. alkotása a Köchel-jegyzékben a 375. sorszámot viseli. A mű öt tételből áll:
1. Allegro maestoso
2. Menuetto I
3. Adagio
4. Menuetto II
5. Allegro

A mű eredeti formájában két klarinétra, két kürtre és két fagottra íródott 1781 októberében, Bécsben. 1782 júliusában Mozart két oboával egészítette ki az előadó együttest. Apjához írt levelében arra utal, hogy a művet Terézia nap alkalmából írta, végül is azonban az ő neve napján éjjel ezzel kedveskedett neki az „ősbemutató” hat muzsikusa. Célzást tesz a levél bizonyos Strack úrra is, aki mint zeneértő udvari komornyik igen nagy befolyással rendelkezhetett, és akinek a tetszését Mozart tudatos bravúrral igyekezett a Terézia napi ünnepségen elnyerni – mint írja – „ezért is írtam egy kicsit okosan”.
A darab őrzi még ugyan a szerenád külső formáját, kifejezése azonban már túlhaladta annak szokványos kereteit: az Adagióban a dallami köznyelv fordulataiból is megrendítő őszinteséggel és spontaneitással árad a személyes mondanivaló és szenvedély. A két menüett – főleg a második – Joseph Haydn hatását mutatja, akárcsak a záró Allegro.